# 원가 (유송)
원가(元嘉)는 중국 송(宋) 문제(文帝)의 연호이다. 424년 8월에서 453년까지 29년 4개월 동안 사용하였다. 453년 2월, 황태자 유소(劉劭)가 문제를 살해하고 즉위하여 태초(太初)로 개원하였으나 4월에 유준(劉駿 : 효무제(孝武帝))이 유소를 폐위·살해하고 다시 원가 연호로 되돌려 남은 9개월 동안 사용하였다.
같은 시기에 사용된 다른 연호로는 서진(西秦)에서 사용한 건홍(建弘 : 420년 ~ 428년), 영홍(永弘 : 428년 ~ 431년), 북량(北凉)에서 사용한 현시(玄始 : 412년 ~ 428년), 승현(承玄 : 428년 ~ 431년), 의화(義和 : 431년 ~ 433년), 영화(永和 : 433년 ~ 439년), 하(夏)에서 사용한 진흥(眞興 : 419년 ~ 425년), 승광(承光 : 425년 ~ 428년), 북연(北燕)에서 사용한 태평(太平 : 409년 ~ 430년), 태흥(太興 : 431년 ~ 436년), 북위(北魏)에서 사용한 시광(始光 : 424년 ~ 428년), 신가(神麚 : 428년 ~ 431년), 연화(延和 : 432년 ~ 435년), 태연(太延 : 435년 ~ 440년), 태평진군(太平眞君 : 440년 ~ 451년), 정평(正平 : 451년 ~ 452년), 승평(承平 : 452년), 흥안(興安 : 452년 ~ 454년), 고창북량(高昌北凉)에서 사용한 승평(承平 : 443년 ~ 460년)이 있다.

## 개원
경평(景平) 2년 8월 9일(424년 9월 17일)에 원가(元嘉)로 개원함.

## 연대대조표
| 원가                | 원년            | 2년                 | 3년        | 4년        | 5년                  | 6년        | 7년                          | 8년                  | 9년                                 | 10년                |
| 서력                | 424년           | 425년               | 426년      | 427년      | 428년                | 429년      | 430년                        | 431년                | 432년                               | 433년               |
| 육십간지 (六十干支) | 갑자(甲子)      | 을축(乙丑)          | 병인(丙寅) | 정묘(丁卯) | 무진(戊辰)           | 기사(己巳) | 경오(庚午)                   | 신미(辛未)           | 임신(壬申)                          | 계유(癸酉)          |
| 서진 (西秦)         | 건홍(建弘) 5년  | 6년                 | 7년        | 8년        | 9년 영홍(永弘) 원년  | 2년        | 3년                          | 4년                  | -                                   | -                   |
| 북량 (北凉)         | 현시(玄始) 13년 | 14년                | 15년       | 16년       | 17년 승현(承玄) 원년 | 2년        | 3년                          | 4년 의화(義和) 원년  | 2년                                 | 3년 영화(永和) 원년 |
| 하 (夏)             | 진흥(眞興) 6년  | 7년 승광(承光) 원년 | 2년        | 3년        | 4년 승광(勝光) 원년  | 2년        | 3년                          | 4년                  | -                                   | -                   |
| 북연 (北燕)         | 태평(太平) 16년 | 17년                | 18년       | 19년       | 20년                 | 21년       | 22년                         | 태흥(太興) 원년      | 2년                                 | 3년                 |
| 북위 (北魏)         | 시광(始光) 원년 | 2년                 | 3년        | 4년        | 5년 신가(神麚) 원년  | 2년        | 3년                          | 4년                  | 연화(延和) 원년                     | 2년                 |
| 원가                | 11년            | 12년                | 13년       | 14년       | 15년                 | 16년       | 17년                         | 18년                 | 19년                                | 20년                |
| 서력                | 434년           | 435년               | 436년      | 437년      | 438년                | 439년      | 440년                        | 441년                | 442년                               | 443년               |
| 육십간지 (六十干支) | 갑술(甲戌)      | 을해(乙亥)          | 병자(丙子) | 정축(丁丑) | 무인(戊寅)           | 기묘(己卯) | 경진(庚辰)                   | 신사(辛巳)           | 임오(壬午)                          | 계미(癸未)          |
| 북량 (北凉)         | 2년             | 3년                 | 4년        | 5년        | 6년                  | 7년        | -                            | -                    | -                                   | 승평(承平) 원년     |
| 북연 (北燕)         | 4년             | 5년                 | 6년        | -          | -                    | -          | -                            | -                    | -                                   | -                   |
| 북위 (北魏)         | 3년             | 4년 태연(太延) 원년 | 2년        | 3년        | 4년                  | 5년        | 6년 태평진군 (太平眞君) 원년 | 2년                  | 3년                                 | 4년                 |
| 원가                | 21년            | 22년                | 23년       | 24년       | 25년                 | 26년       | 27년                         | 28년                 | 29년                                | 30년                |
| 서력                | 444년           | 445년               | 446년      | 447년      | 448년                | 449년      | 450년                        | 451년                | 452년                               | 453년               |
| 육십간지 (六十干支) | 갑신(甲申)      | 을유(乙酉)          | 병술(丙戌) | 정해(丁亥) | 무자(戊子)           | 기축(己丑) | 경인(庚寅)                   | 신묘(辛卯)           | 임진(壬辰)                          | 계사(癸巳)          |
| 북위 (北魏)         | 5년             | 6년                 | 7년        | 8년        | 9년                  | 10년       | 11년                         | 12년 정평(正平) 원년 | 2년 승평(承平) 원년 흥안(興安) 원년 | 2년                 |
| 고창북량 (高昌北凉) | 2년             | 3년                 | 4년        | 5년        | 6년                  | 7년        | 8년                          | 9년                  | 10년                                | 11년                |

## 같이 보기
- 다른 왕조의 같은 연호
  - 후한(後漢) 원가(151년 ~ 153년)

- 중국의 연호

| 이전 연호 경평(景平) | 중국의 연호 송(宋) | 다음 연호 태초(太初) 효건(孝建) |